# Danièle Sauvageau
Temple de la renommée : 2025
Danièle Sauvageau, née le 22 avril 1962 à Montréal, est une policière, entraîneuse et dirigeante de hockey canadienne. Elle est la directrice générale de la Victoire de Montréal de la Ligue professionnelle de hockey féminin depuis septembre 2023.
Sauvageau est l'entraîneuse en chef de l'équipe nationale féminine de hockey du Canada qui remporte la médaille d'or au hockey sur glace aux Jeux olympiques de 2002.

## Carrière policière
Née le 22 avril 1962 à Montréal, Danièle Sauvageau grandit à Deux-Montagnes. Elle est policière à la Gendarmerie royale du Canada et au Service de police de la Ville de Montréal pendant 33 ans. Selon ses dires, elle a « tout affronté en tant qu'officier de police et enquêtrice (911, drogues, mœurs, surveillance, développement stratégique, etc.) », y compris sa participation aux interventions lors du tuerie de l'École polytechnique de Montréal et de la fusillade au Collège Dawson.

## Carrière dans le hockey
Sauvageau est l'entraîneuse en chef de l'équipe Ferland Quatre Glaces (d'abord basée à Brossard, puis à Repentigny) dans la Ligue régionale du hockey au féminin au Québec. Lorsque l'équipe canadienne féminine de hockey des moins de 19 ans est fondée le 15 mai 1996, Danielle Sauvageau en est l'entraîneuse-chef. Deux futures olympiennes jouent pour elle : Caroline Ouellette et la patineuse de vitesse Cindy Klassen. Elle est l'entraîneuse adjointe lors des Jeux olympiques de 1998 où le Canada remporte la médaille d'argent. Sauvageau est nommée entraîneuse en chef de l'équipe nationale féminine de hockey du Canada pour le championnat du monde de hockey féminin 2001 et les Jeux olympiques d'hiver de 2002 le 22 juin 2000. En tant qu'entraîneuse en chef de la première équipe olympique canadienne de hockey à remporter l'or en 50 ans, Sauvageau devient une héroïne canadienne,,.
Sauvageau travaille à presque tous les niveaux du hockey ouverts aux entraîneuses féminines. Après la décevante médaille d'argent aux Jeux olympiques d'hiver de 1998 à Nagano, Sauvageau est nommée nouvelle entraîneuse en chef de l'équipe et directrice générale du programme de hockey féminin canadien. À la suite de huit défaites consécutives contre l'équipe américaine avant les Jeux olympiques, ses méthodes de constitution d'équipe et ses compétences en leadership mènent l'équipe à une médaille d'or en 2002,.
En 1999-2000, elle devient entraîneuse adjointe pour les Rocket de Montréal de la LHJMQ. Elle est la première entraîneuse féminine dans l'histoire de la LHJMQ.
Sauvageau est la première analyste féminine de hockey du samedi soir à la télévision pour la chaîne francophone canadienne Radio-Canada et est la nouvelle porte-parole officielle de l'Association des entraîneurs du Canada. Elle fait partie du comité de candidature gagnant pour les Jeux olympiques d'hiver de Vancouver 2010.
Dans le cadre du programme d'ambassadeurs et de mentors de la IIHF, Sauvageau est mentor de coaching pour Hockey Canada et se rend à Bratislava, en Slovaquie, pour participer au camp de haute performance pour femmes de l'IIHF du 4 au 12 juillet 2011.
En 2010, elle est directrice générale du programme de hockey féminin des Carabins de l'Université de Montréal. En 2021, elle sert également en tant que directrice générale et entraîneuse de l'équipe de Montréal de l'Association professionnelle des joueuses de hockey. 
Sauvageau est nommée directrice générale de l'équipe de Montréal de la Ligue professionnelle de hockey féminin le 1er septembre 2023,.

## Formation
Elle est diplômée de l'Université de Montréal et de la Division Dépôt de la GRC (en). Elle était sergent au Service de police de la Ville de Montréal.

## Distinctions et honneurs
- le 25 juin 2025, elle devient la première ambassadrice à faire son entrée au temple de la renommée du hockey[14].
- Sauvageau reçoit un doctorat honorifique en :
  - droit civil (DCL) de l'Université Saint Mary's en octobre 2002 pour son leadership dans le sport international[15],[16].
  - de l'Université de Sherbrooke en 2024 [17]
- En 2004, elle est décorée de la Décoration du service méritoire (en) (division civile)[18].
- En 2008, Sauvageau est intronisée au Temple de la renommée olympique canadien (en)[19]
- Elle a été nommée officière de l'Ordre du Canada (OC) selon la Gazette du Canada du 6 juillet 2013[20]
- Prix Hockey Canada Féminin Révélation 2021[21]

| Ruban | Description                                      | Remarques                                                                             |
|       | Ordre du Canada (OC)                             | - Officier - 3 mai 2013 -                                                             |
|       | Croix du service méritoire (MSC)                 | - Attribuée le 26 avril 2004 - Division civile -                                      |
|       | Médaille du jubilé d'or d'Élisabeth II           | - 6 février 2002 - Version canadienne de cette médaille -                             |
|       | Médaille du jubilé de diamant d'Élisabeth II     | - 6 février 2012 - Version canadienne de cette médaille -                             |
|       | Médaille du service exemplaire de la police (en) | - 20 ans de service dans une force de police municipale ou provinciale - 22 juin 2012 |